# Kuliyapitiya East Division
Kuliyapitiya East Division är en division i Sri Lanka.   Den ligger i distriktet Kurunegala District och provinsen Nordvästprovinsen, i den centrala delen av landet, 70 km nordost om huvudstaden Colombo. Antalet invånare är 53 827.